# 平脉藤
平脉藤（学名：Micrechites formicinus）为夹竹桃科小花藤属下的一个种。